# Charaxes sumbanus
Charaxes sumbanus är en fjärilsart som beskrevs av Rothschild 1896. Charaxes sumbanus ingår i släktet Charaxes och familjen praktfjärilar. Inga underarter finns listade i Catalogue of Life.